# Kai Winding
Kai Chresten Winding (18. maj 1922 – 6. maj 1983) var en danskfødt amerikansk trombonist og jazzkomponist. Han er kendt for sit mangeårige samarbejde med amerikaneren J.J. Johnson, der ligeledes spillede trombone.
Winding blev født i Aarhus i 1922, men emmigrerede i 1934 til USA med familien. Hans karriere som professionel trombonist begyndte i 1940, da han kom med i Shorty Allens band. Han spillede herefter med Sonny Dunham og Alvino Rey indtil han under 2. verdenskrig gjorde tjeneste ved den amerikanske kystvagt.
Efter krigen kom Winding med i Benny Goodmans band og kom siden til Stan Kentons orkester. Winding deltog i de første  Birth of the Cool sessions i 1949, hvor han medvirkede på 4 ud af de 12 udgivne indspilninger. I 1954 på begyndte han efter opfordring af produceren Ozzie Cadena et samarbejde med J.J. Johnson, der afstedkom en succesfuld serie indspilninger af tromboneduetter, der oprindeligt blev udgivet på Savoy Records og senere på Columbia Records. Winding arrangerede og/eller komponerede mange af de stykker, som han og Johnson indspillede.
I 1960'erne blev Winding tilknyttet Verve Records og med produceren Creed Taylor indspillede han nogle af de bedst kendt jazz-pop album. Windings bedst kendte indspilning fra denne periode er "More", der blev anvendt som tema i filmen Mondo Cane fra 1962. Under tiden på Verve eksperimenterede Kai Winding med forskellige ensembler, indspillede soloalbum m.v. I slutningen af 1960'erne fulgte Winding Creed Taylor til dennes nye pladeselskab hos A&M/CTI og indspillede yderligere to album med J.J. Johnson.
I 1970'erne og i de tidlige 1980'ere indspillede Winding på en række uafhængige labels samtidig med, at han optrådte ved flere koncerter. Han skrev endvidere en række lærebøger vedrørende jazz trombone.
Kai Winding døde som følge af en hjernetumor i New York City i 1983.  

## Diskografi

### Album med J. J. Johnson
- 1954: Jay and Kai Savoy SV0163 (CD)
- 1954:  An Afternoon at Birdland
- 1954:  Jay and Kai Prestige
- 1955:   'Nuf Said Bethlehem 20-40062 (CD)
- 1955:  Trombone for Two Columbia (LP); Collectables (CD)
- 1956:  Jay and Kai + 6  Columbia (LP); Collectables (CD)
- 1960:  The Great Kai & J. J. Impulse! Records MCAD-42012
- 1968: Betwixt & Between (CTI Records)
- 1968: Israel (CTI)

### Soloalbum
- 1960: The Incredible Kai Winding Trombones (Impulse!)
- 1961: Kai Ole
- 1963: The Kai Winding Trombones (Jazz Vault)

### Med Curtis Fuller som co-leader
- 1980: Bone Appétit

## Eksterne links
- Officiel hjemmeside Arkiveret 25. april 2011 hos  Wayback Machine
- The Incredible Kai Winding at Trombone Page of the World
- Kai Winding på allmusic.com